# Jezierza giętka
Jezierza giętka (Najas flexilis (Willd.) Rostk. & W.L.E. Schmidt) – gatunek roślin z rodziny żabiściekowatych (Hydrocharitaceae).

## Rozmieszczenie geograficzne
Występuje w północnej Europie, północnej Azji oraz w Ameryce Północnej. W Polsce gatunek prawdopodobnie wyginął. Znany był z czterech stanowisk położonych w północnej części kraju. 

## Morfologia
ŁodygaDo 50 cm długości, giętka, naga.
LiścieSkupione po trzy w nibyokółkach, siedzące, równowąskolancetowate, zaostrzone, ząbkowane na brzegu, do 2,5 cm długości.
KwiatyKwiaty męskie wyrastają w szczytowej części łodygi, kwiaty żeńskie - niżej.
OwocProsty, eliptyczno-podługowaty orzeszek o długości do 4 mm.

## Biologia i ekologia
Roślina jednoroczna, hydrofit. Rośnie w płytkich jeziorach mezotroficznych. Kwitnie w lipcu i sierpniu. Gatunek charakterystyczny związku Potamion.

## Zagrożenia i ochrona
Roślina objęta w Polsce ścisłą ochroną gatunkową. Umieszczona na Czerwonej liście roślin i grzybów Polski (2006) w grupie gatunków wymierających, krytycznie zagrożonych (kategoria zagrożenia E). W wydaniu z 2016 roku otrzymała kategorię RE (wymarły na obszarze Polski).
Znajduje się także w Polskiej czerwonej księdze roślin w kategorii EX (całkowicie wymarły).